# Imago (album)
Imago – siódmy album studyjny polskiej grupy muzycznej Artrosis. Wydawnictwo ukazało się 7 listopada 2011 roku nakładem wytwórni muzycznej Mystic Production. Płytę poprzedził wydany 4 października 2011 roku singel pt. „Nie tamta już”.

## Lista utworów
Opracowano na podstawie materiału źródłowego.
1. „Arche” (muz. Stupkiewicz, Niedzielski) - 1:29
2. „Nie tamta już” (sł. Stupkiewicz, muz. Stupkiewicz, Niedzielski) - 3:46
3. „Za wszystko – nic” (sł. Stupkiewicz, muz. Stupkiewicz, Niedzielski) - 6:25
4. „Już tylko śnij” (sł. Stupkiewicz, muz. Stupkiewicz, Niedzielski) - 4:46
5. „Moje niebo” (sł. Stupkiewicz, muz. Stupkiewicz, Niedzielski) - 4:23
6. „Chcę znów tam być” (sł. Stupkiewicz, muz. Stupkiewicz, Niedzielski) - 5:37
7. „Imago” (sł. Stupkiewicz, muz. Stupkiewicz, Niedzielski) - 5:48
8. „Doskonała” (sł. Stupkiewicz, muz. Stupkiewicz, Niedzielski) - 5:54
9. „Tysiąc prawd” (sł. Stupkiewicz, muz. Stupkiewicz, Niedzielski) - 4:32
10. „Fatalne przeznaczenie” (sł. Stupkiewicz, muz. Stupkiewicz, Niedzielski) - 5:39
11. „Panta Rhei” (sł. Stupkiewicz, muz. Stupkiewicz, Niedzielski) - 6:48

## Twórcy
Opracowano na podstawie materiału źródłowego.
- Magdalena „Medeah” Stupkiewicz – śpiew, instrumenty klawiszowe
- Maciej Niedzielski – instrumenty klawiszowe, produkcja muzyczna
- Artur Tabor – gitara
- Iga Stupkiewicz – śpiew (utwór 11)
- Andrzej Karp – mastering
- Dagmara Grad – oprawa graficzna